# Marissa Nadler
Marissa Nadler (* 5. dubna 1981 Washington, D.C.) je americká zpěvačka. Jako teenager začala hrát na kytaru a psát písně. Později studovala malířství na Rhode Island School of Design. Své první album nazvané Ballads of Living and Dying vydala roku 2004. Následovalo několik dalších alb. Kromě těchto desek, která vydávají externí vydavatelství, vydává také alba vlastním nákladem. Ta obsahují často coververze či demonahrávky. Rovněž zpívala na nahrávkách jiných umělců, mezi něž patří například Ben Watt, Okkervil River a Xasthur. Roku 2009 přispěla coververzí písně „The Kiss“ zpěvačky Judee Sill na tributní album Crayon Angel: A Tribute to the Music of Judee Sill. Na další podobná alba přispěla například coververzemi písní Leonarda Cohena, Boba Dylana či zpěvačky Karen Dalton. V únoru 2019 vydala singl „Poison“, na němž spolupracovala s velšským hudebníkem Johnem Calem.

## Diskografie
- Ballads of Living and Dying (2004)
- The Saga of Mayflower May (2005)
- Songs III: Bird on the Water (2007)
- Little Hells (2009)
- Marissa Nadler (2011)
- July (2014)
- Strangers (2016)
- For My Crimes (2018)
- Droneflower (2019) – se Stephenem Brodskym
- The Path of the Clouds (2021)